# ناحیه اوست-مایا
ناحیه اوست-مایا (به لاتین: Ust-Maysky District) یک منطقهٔ مسکونی در روسیه است که در یاقوتستان واقع شده‌است.